# Diputació de Catalunya
La Diputació General de Catalunya o Generalitat carlina fou la institució de govern creada pels carlins catalans el 1874 en el context de la Tercera Guerra Carlina. La restauració es feia en virtut del decret signat a Estella pel pretendent Carles VII i mitjançant el qual es comprometia a la restitució dels Furs catalans. El decret de restauració de la Generalitat de Catalunya, abolida el 1714 per Felip V, constava de vint articles que forjaven els pilars de la recuperació de les llibertats catalanes i retornava a Catalunya les competències en impostos, justícia, municipis, policia, exèrcit, ensenyament i funcionaris entre d'altres. La derrota carlina significà així mateix la desaparició de la institució d'autogovern català.

## La Tercera Guerra Carlina
Havent esclatat la Tercera Guerra Carlina les tropes catalanes comandades per Rafael Tristany s'encaminaren cap a la capital d'Osona, Vic. La ciutat fou defensada per la Milícia Nacional aixecant barricades arreu però després de forts combats casa per casa, avançant mentre enderrocava els envans i superant d'aquesta manera els obstacles que els barraven el pas als carrers, finalment va acabar ocupant la ciutat de Vic. Allí s'aprovisionaren de material bèl·lic, artilleria i diners. Un mes més tard les tropes carlins ocupaven la ciutat de Manresa davant la impotència i desesperació dels govern de Madrid. La conquesta de Manresa oferí als carlins el domini d'una basta part de tota la Catalunya interior mentre les forces lleials al govern de Madrid amb prou feines tenien capacitat per assegurar les ciutats costaneres. El 1874 les tropes carlines comandades per Francesc Savalls van assetjar Olot, que finalment fou presa per a la causa carlina; seguidament els carlins s'apoderaren de la ciutat d'Olot, el Vendrell i la Seu d'Urgell. Com va afirmar Marià Vayreda a les seves memòries, un simpatitzant carlí podia travessar Catalunya des dels Pirineus fins a la costa sense trepitjar ni un pam de terra liberal: mentre sabessin formar en les places dels pobles i desfilar en les entrades i sortides amb lo degut ordre, ja n'hi havia prou. La victòria d'Olot feu que aquesta ciutat es convertís en la capital del carlisme català.

## La restauració de la Generalitat de Catalunya

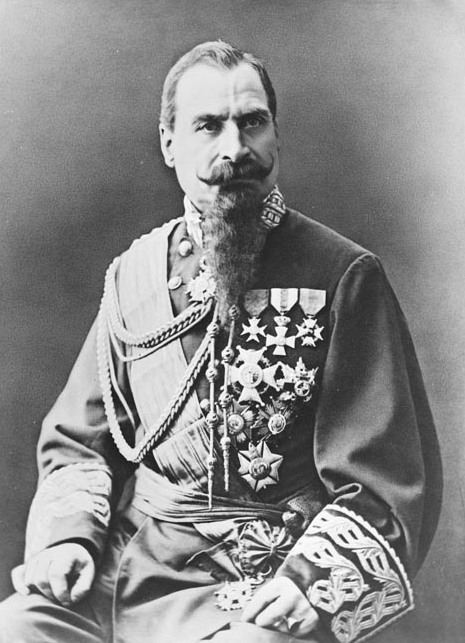
General Rafael Tristany i Parera.
Comandant general del Principat i primer President de la Diputació General de Catalunya restaurada pels carlins el 1874.

El primer acte simbòlic de la restauració de les institucions constitucionals pròpies de Catalunya fou la jura dels furs. Seguidament i a fe de restaurar les institucions constitucionals de Catalunya abolides després del 1714 els carlins restauraren oficialment la Diputació General de Catalunya l'1 d'octubre de 1874. En fou declarat president el general Rafael Tristany, amb Joan Mestre i Tudela com a vicepresident (tot i que de facto n'exercí les funcions de president), Josep de Solà Morales, Francesc Xavier de Subirà Iglesias, Francesc Xavier Sitjar, Josep de Macià, Joaquim de Rocafiguera i Josep Coronas Campàs com a vocals, i Lluís de Cuenca i de Pessino com a secretari. Posteriorment n'ocuparia la presidència el general Francesc Savalls.
La restitució de la Diputació General de Catalunya es va aconseguir gràcies al decret que el pretendent carlí Carles VII havia signat el 26 de juliol de 1874 on confirmava la promesa de restauració de les antigues llibertats de Catalunya. La seu de la Diputació va quedar establerta provisionalment a Sant Joan de les Abadesses, localitat des d'on es publicà el Boletín Oficial del Principado de Cataluña des del desembre de 1874 al març de 1875.
El decret de constitució de la Diputació de Catalunya signat a Estella per Carles VII constava de vint articles que forjaven clarament els pilars de la recuperació de les llibertats catalanes. Així l'article sisè declarava a la Diputació com l'òrgan competent per imposar impostos i recaptar-los. L'article setè l'autoritzava a poder realitzar emprèstits. L'article vuitè donava poders a la Diputació per nomenar i substituir alcaldes i corporacions municipals. L'article novè l'autoritzava a nomenar els funcionaris. El desè a crear cossos policials i a tenir cura de l'exèrcit. El dotzè posava el servei de correus i telègraf sota l'autoritat de la Diputació de Catalunya. El tretzè confirmava a la Diputació per procurar per la instrucció publica. El catorzè instava la Diputació a crear en el mínim espai de temps la Reial Audiència de Catalunya amb dues sales i tres magistratures cadascuna. Segon d'historiador Jaume Grau «la restauració carlina retornava a Catalunya Impostos, Justícia, Municipis, Policia, Exèrcit, Ensenyament, Funcionaris, tot un seguit de poders competencials que Catalunya avui en dia encara no ha recuperat. Ningú no pot negar que una de les motivacions principals que impulsava els carlins catalans era la recuperació de les llibertats perdudes el 1714». El general Rafael Tristany, des del seu quarter general i com a President de la Generalitat restaurada, feia la següent valoració del decret: 
| «                 | [traducció contemporània del castellà] […] Catalunya, que conjuntament amb les seves germanes del Nord va rescatant els pobles del despòtic jou revolucionari, rep la prova més autèntica de l'estima i predilecció que li professa el rei nostre senyor En Carles VII, creant la Diputació General de Catalunya, amb la qual retorna al Principal la seua autonomia administrativa i estableix els fonaments dels nostres passats. [..] Concloguem ja amb decisió i energia l'obra iniciada, de manera que allò que ara és auguri, sigui realització completa, doncs el Rei tan sols té una paraula, i aquesta l'empenyorà en retornar-nos les nostres cobdiciades Llibertats. [..] Catalans: Fe, abnegació i patriotisme, i haurem salvat el sacre dipòsit dels nostres Furs. Amor, respecte i agraïment, i la Monarquia Cristiana, salvant Espanya, lliurarà Europa de la barbàrie moderna. En encarregar-me del comandament del Principat, us repeteix les seves acendrades promeses de lleialtat, benignitat i justícia, el vostre General en cap interí de Catalunya | » |
| — Rafael Tristany | |   |